# Leonardo Ferrel
Leonardo Ferrel (7 de juliol de 1923 - ?) fou un futbolista bolivià.

## Selecció de Bolívia
Va formar part de l'equip bolivià a la Copa del Món de 1950.